# Telfair County
Das Telfair County ist ein County im Bundesstaat Georgia der Vereinigten Staaten. Der Verwaltungssitz (County Seat) ist McRae–Helena.

## Geographie
Das County liegt im mittleren Südosten von Georgia und hat eine Fläche von 1150 Quadratkilometern, wovon acht Quadratkilometer Wasserfläche sind, und grenzt im Uhrzeigersinn an folgende Countys: Wheeler County, Jeff Davis County, Coffee County, Ben Hill County, Wilcox County und Dodge County.

## Geschichte
Telfair County wurde am 10. Dezember 1807 als 35. County von Georgia gebildet. Benannt wurde es nach Edward Telfair, einem gebürtigen Schotten und Gouverneur von Georgia.

## Demografische Daten
Laut der Volkszählung von 2010 verteilten sich die damaligen 16.500 Einwohner auf 5.543 bewohnte Haushalte, was einen Schnitt von 2,41 Personen pro Haushalt ergibt. Insgesamt bestehen 7.297 Haushalte.
65,1 % der Haushalte waren Familienhaushalte (bestehend aus verheirateten Paaren mit oder ohne Nachkommen bzw. einem Elternteil mit Nachkomme) mit einer durchschnittlichen Größe von 3,02 Personen. In 31,7 % aller Haushalte lebten Kinder unter 18 Jahren sowie in 29,7 % aller Haushalte Personen mit mindestens 65 Jahren.
22,2 % der Bevölkerung waren jünger als 20 Jahre, 29,1 % waren 20 bis 39 Jahre alt, 29,2 % waren 40 bis 59 Jahre alt und 19,3 % waren mindestens 60 Jahre alt. Das mittlere Alter betrug 39 Jahre. 57,3 % der Bevölkerung waren männlich und 42,7 % weiblich.
57,0 % der Bevölkerung bezeichneten sich als Weiße, 36,5 % als Afroamerikaner, 0,2 % als Indianer und 0,6 % als Asian Americans. 4,1 % gaben die Angehörigkeit zu einer anderen Ethnie und 1,7 % zu mehreren Ethnien an. 12,3 % der Bevölkerung bestand aus Hispanics oder Latinos.
Das durchschnittliche Jahreseinkommen pro Haushalt lag bei 27.657 USD, dabei lebten 28,7 % der Bevölkerung unter der Armutsgrenze.

## Orte im Telfair County
Orte im Telfair County mit Einwohnerzahlen der Volkszählung von 2010:
Cities:
- McRae–Helena (County Seat) – 8763 Einwohner 1
- Lumber City – 1328 Einwohner
- Milan – 700 Einwohner
- Scotland – 366 Einwohner

Town:
- Jacksonville – 140 Einwohner